# Jaciments de Fumanya
Els jaciments de Fumanya són unes superfícies de marga i de calcària margosa que limiten parcialment tot un seguit d'explotacions de carbó a cel obert localitzades a la base de la serra d'Ensija, a 1.550 metres d'altitud, dins dels municipis de Fígols i de Vallcebre (Berguedà, Barcelona). L'extensió total d'aquestes parets de roca és d'uns 35.000 m² i conserven al voltant de 3.000 petjades i uns 50 rastres definits de titanosaure, a més a més de fòssils de plantes i d'invertebrats.
Es tracta d'uns jaciments únics a Europa per les seves característiques (edat, tipus de rastre, dinosaure productor del rastre, quantitat de petjades i exposició). Els jaciments de Torotoro i Cal Orcko (Bolívia) són els únics de la resta del món que es poden comparar amb els jaciments berguedans. L'any 2005, els jaciments de Fumanya van ser incoats com a Bé Cultural d'Interès Nacional (BCIN) per la Generalitat de Catalunya. Finalment, l'any 2014, van ser declarats sota aquesta categoria de protecció. El Museu de les Mines de Cercs hi organitza visites guiades en el marc del Centre d'Interpretació de Fumanya.

## El descobriment i els estudis posteriors
Els terrenys on trobem els jaciments de Fumanya van ser explotats per la mineria de carbó a cel obert fins a la segona meitat de la dècada dels 1980s, quan la superfície que contenia les petjades de titanosaure ja era ben visible. Segurament alguns dels treballadors de l'empresa Carbones de Berga, S.A. ja s'havien adonat de l'existència d'aquestes petjades, tal com demostra el testimoni del maquinista i veí de Gironella Miquel Bahí i Minguez. No obstant, la primera persona que les va estudiar i divulgar a la societat va ser el professor Lluís Viladrich i Pons.

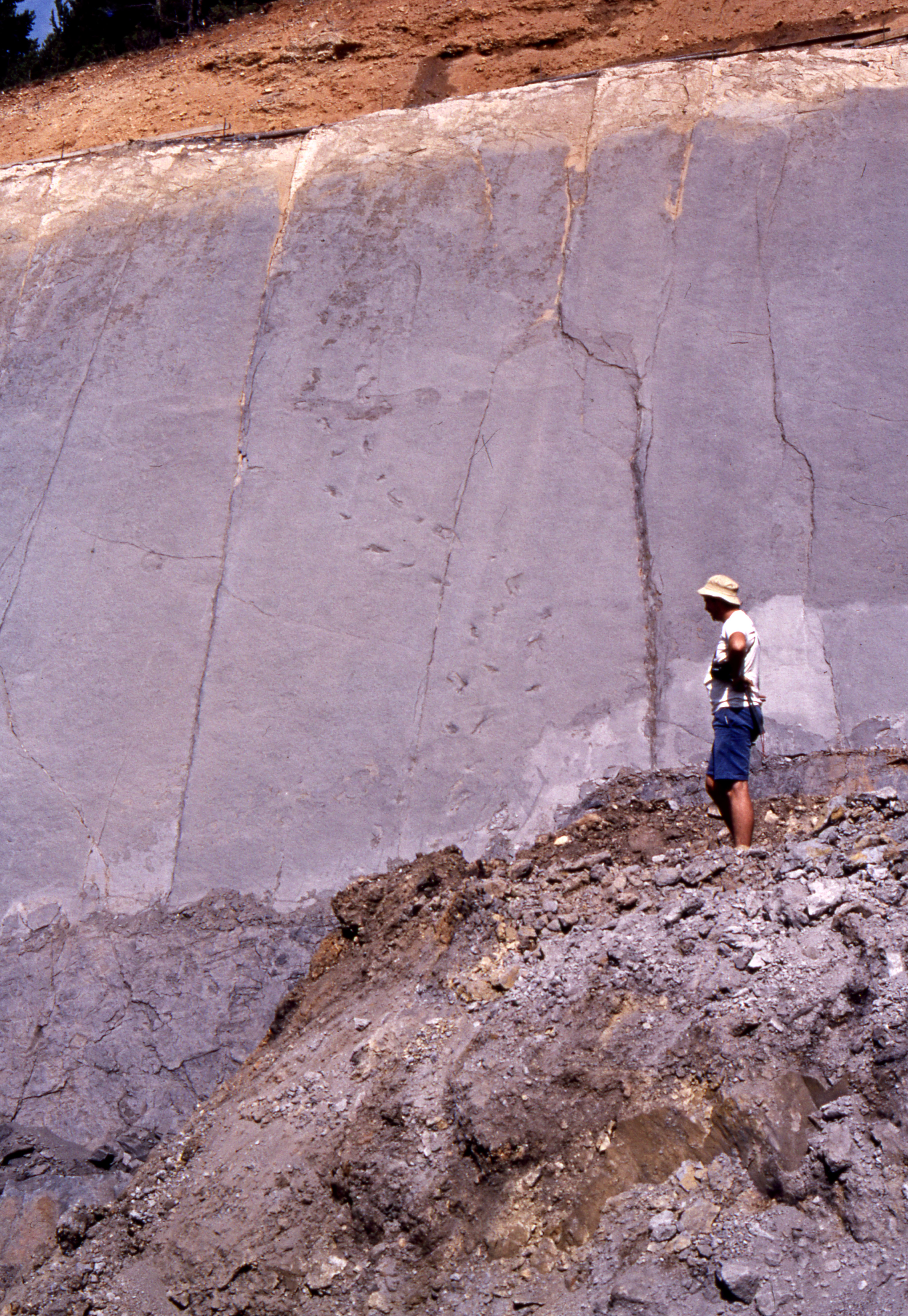
Una de les primeres imatges de les petjades de titanosaure, captada per Lluís Viladrich el 1986 al jaciment de Fumanya Sud. El rastre sinuós que hi apareix ha desaparegut completament.

El 31 de març de 1985, en Lluís Viladrich i na Montserrat Gorchs, ambdós membres del Col·lectiu Berguedà de Ciències Naturals, estaven fent una catalogació de plantes a l'àrea del Coll de Fumanya. A la superfície de la paret de marga del cel obert de Fumanya Sud, Viladrich va fixar-se en tot un seguit de clots que dibuixaven uns rastres els quals va interpretar com a petjades de dinosaure. Seguidament va comunicar la troballa als paleontòlegs Josep Vicens Santafé i Lourdes Casanova, de l'Institut Paleontològic de Sabadell, que van confirmar la interpretació de Viladrich el 3 d'octubre de 1986 en una visita a la zona. El mateix any, Viladrich publicava el primer treball científic sobre el jaciment.
Al llarg de la dècada dels 1990s, el jaciment de Fumanya Sud va ser estudiat i cartografiat pel paleontòleg francès Jean Le Loeuff i el geòleg català Albert Martínez-Rius i pels icnòlegs del Museu de Ciències Naturals de Maastricht Anne Schulp i Wouter Brokx. No va ser fins ben entrada la dècada dels 2000s que els jaciments de Fumanya van ser estudiats en conjunt i d'una manera pluridisciplinar. En aquesta tercera fase hi van participar activament el Consorci Ruta Minera, l'Institut Català de Paleontologia Miquel Crusafont i les universitats de Barcelona i Autònoma de Barcelona, en col·laboració amb les universitats de Saragossa, Manchester (Regne Unit) i Claude Bernard de Lyon (França).

## El context geològic
La superfície de marga i de calcària margosa amb petjades de titanosaure està exposada subverticalment en diferents afloraments a la part oriental de la base de la serra d'Ensija, al llarg d'una pista asfaltada que uneix els pobles de Fígols i Vallcebre. Aquests afloraments són Fumanya Sud (19.000 m²), al municipi de Fígols, i Mina Esquirol (2.500 m²), Fumanya Nord (15.000 m²) i Mina Tumí (1.500 m²), al municipi de Vallcebre. La unitat litològica sobre de la qual es van dipositar les fines capes de marga que contenen la majoria de les petjades de titanosaure té una mitjana de cinc a sis metres de potència i recentment se l'ha anomenat Membre Fumanya.  
El Membre Fumanya correspon a la base de la Formació Tremp, una successió d'estrats sedimentaris d'origen transicional i continental que afloren al vessant sud dels Pirineus centrals i orientals i que es van formar fa entre 72 i 56 milions d'anys (Maastrichtià-Thanetià). La Formació Tremp documenta un episodi de regressió marina que va començar al límit Campanià/Maastrichtià i, a l'àrea de Vallcebre, assoleix uns 760 metres de potència. A part dels municipis de Fígols i de Vallcebre, les calcàries margoses del Membre Fumanya afloren en altres localitats dins de la comarca del Berguedà així com de les comarques de l'Alt Urgell, del Pallars Jussà i de la Noguera. Es calcula que representa una conca d'uns 2.500 km², orientada d'est a oest, que va existir a la regió sud-pirinenca fa uns 72 milions d'anys. A sobre d'aquesta base s'hi van dipositar la resta de materials de la Formació Tremp.

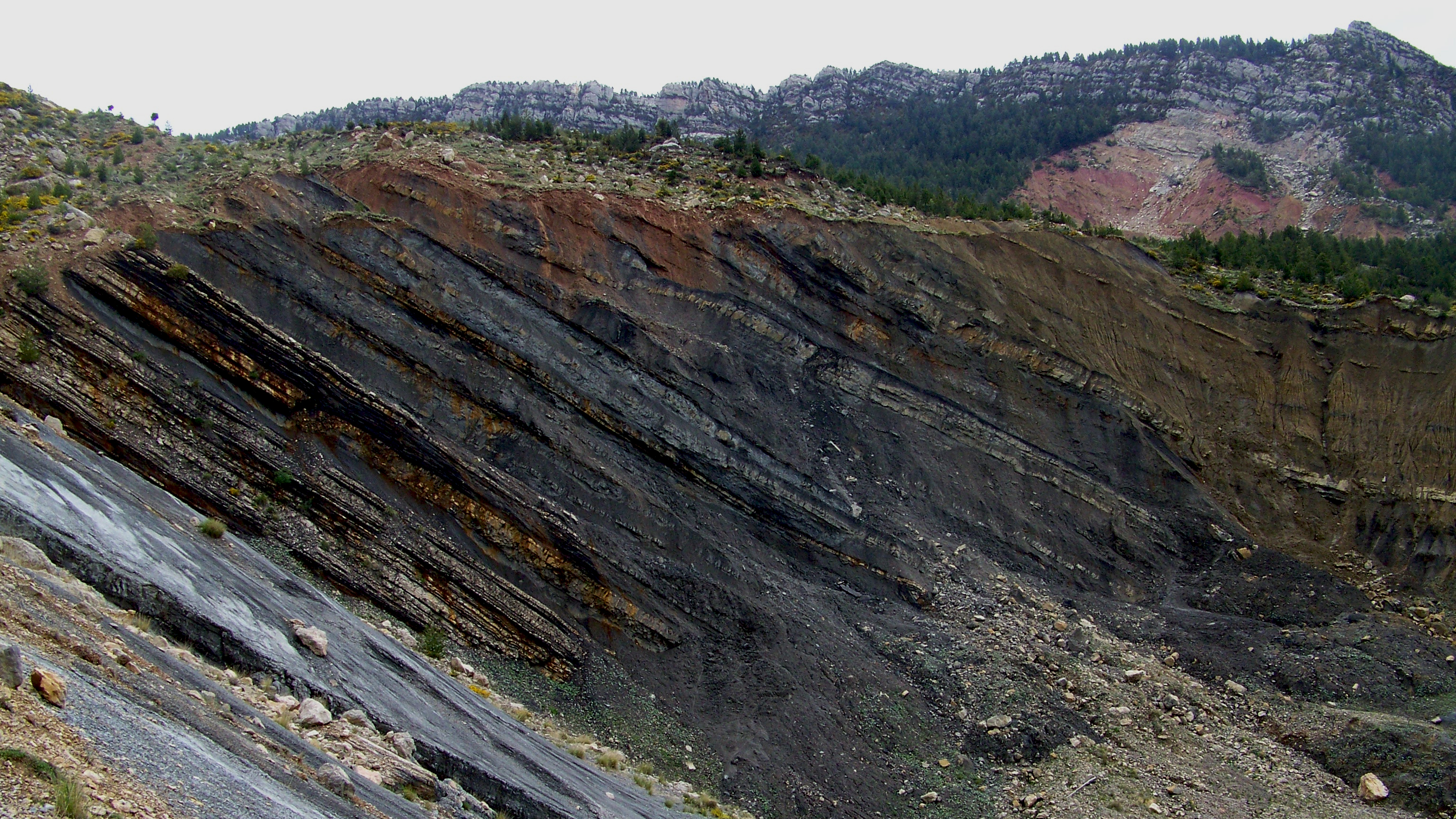
Imatge del jaciment de Mina Tumí (Vallcebre) on es pot veure exposada la sèrie completa de la Formació Tremp des del Membre Fumanya fins a la Calcària de Vallcebre, a la base de la qual hi hauria el límit Cretaci/Paleogen.

A l'àrea de Fígols-Vallcebre, el Membre Fumanya cobreix una basta successió de calcàries marines del Campanià superior, de potència variable i que conté abundants fòssils de briozous, braquiòpodes, rudistes i equinoderms. A sobre del Membre Fumanya hi continua una successió litològica dominada per lutites grises i fosques, que sovint contenen fòssils de bivalves i de gasteròpodes, juntament amb calcàries lacustres formades per restes d'algues caròfites intercalades amb nivells de carbons. Aquesta successió té uns 100 metres de potència i informalment se l'anomena 'unitat grisa' o Formació La Posa.

## Contingut paleontològic
En els diferents afloraments del Membre Fumanya i de la Formació La Posa a la zona de Fígols-Vallcebre, s'hi han documentat una gran varietat de fòssils que inclouen:
- Restes de plantes:
  - Girogonis i tal·lus d'algues caròfites (Clavatoraxis microcharophorus)[12][13]
  - Espores i pòl·lens[13]
  - Coníferes (branquillons de Frenelopsis)[13]
  - Monocotiledònies (llavors [Bergacarpon viladricii],[14] fulles i troncs de palmeres [Sabalites longirhachis])[15]

- Mol·luscs bivalves: Ostrèids (Saccostrea), anomiids, veneroids (Corbicula), uniònids[8]

- Mol·luscs gasteròpodes: Cerithium, Pyrgulifera, Melanopsis, Lychnus[8]

- Crustacis ostracodes[16]

- Restes de peixos:
  - Dents de rajades (myliobatiformes [Igdabatis indicus, Rhombodus ibericus])[17]
  - Agullons de rajades[18]
  - Esquelet parcial d'un teleosti osteoglòssid[17]

- Restes de tortugues:
  - Fragment de closca de Solemys sp.[19]
- Restes de cocodrilomorfs
  - Esquelet parcial d'Allodaposuchus palustris[20]

- Petjades i rastres de cocodril i de titanosaure[1][21]

### Descripció de les petjades i dels rastres de titanosaure

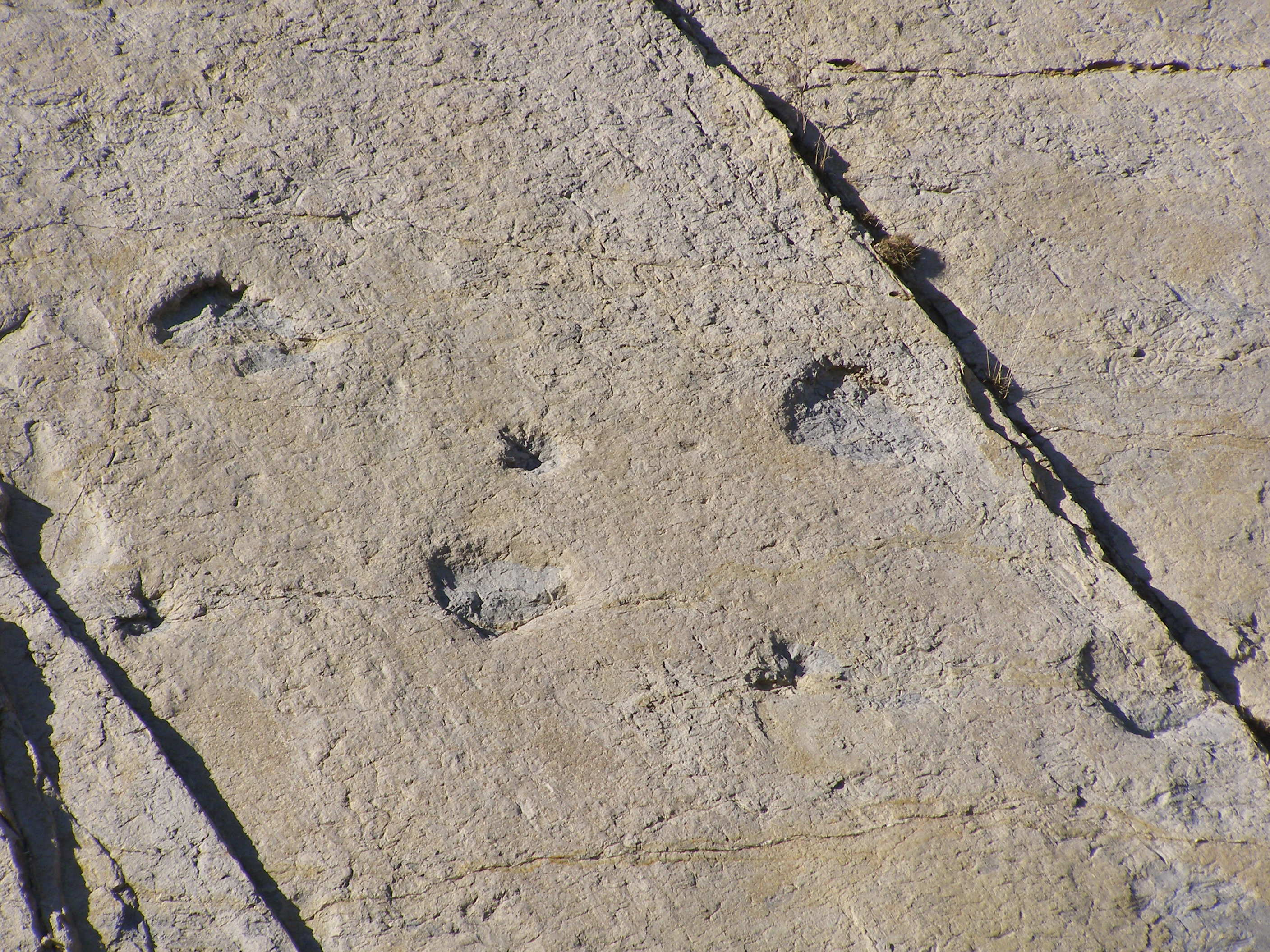
Un dels rastres de titanosaure més ben conservats es pot observar a l'extrem nord de l'aflorament de Fumanya Sud, al tram anomenat Pedra Ronyosa. S'hi poden distingir molt bé les petjades dels peus (grans i de forma subtriangular) de les de les mans (més petites, fondes i amb forma de mitja lluna).

Les petjades i els rastres que hi ha a la superfície de marga grisa que cobreix el Membre Fumanya i en alguns nivells de calcàries superiors s'han atribuït a dinosaures sauròpodes del grup dels titanosaures d'acord amb les següents característiques:
1. Rastres que inclouen petjades de mans i de peus, indicant que l'animal productor era quadrúpede.
2. Rastres amples. La distància entre els marges externs de les petjades esquerres i dretes té una mitjana de 190 cm.
3. Les petjades de les mans tenen forma de mitja lluna i no tenen marques d'urpes. Amiden una mitjana de 25 cm de longitud i 30 cm d'amplada.
4. Les petjades dels peus són de dimensions majors, tenen forma subtriangular i, les més ben preservades, conserven marques de fins a quatre urpes. Amiden uns 70 cm de longitud i uns 50 cm d'amplada.
5. Tant les petjades de les mans com les dels peus estan lleugerament rotades cap enfora del rastre.

Alguns dels rastres que es poden observar a Fumanya Sud i Mina Esquirol només conserven les petjades de les mans. Es coneixen com a manus-only i s'han interpretat com a subtraces de mans que afloren quan la fina capa que les cobria i que contenia el rastre original complert (amb petjades de les mans i dels peus) s'ha erosionat. Les petjades de les extremitats posteriors no van quedar marcades a la capa de les subtraces, ja que els peus tenien una major superfície i un menor poder de penetració en el sediment, al contrari de les mans, que al tenir una menor superfície podien penetrar més en el sediment i deformar les capes de sota del substrat que els animals trepitjaven.

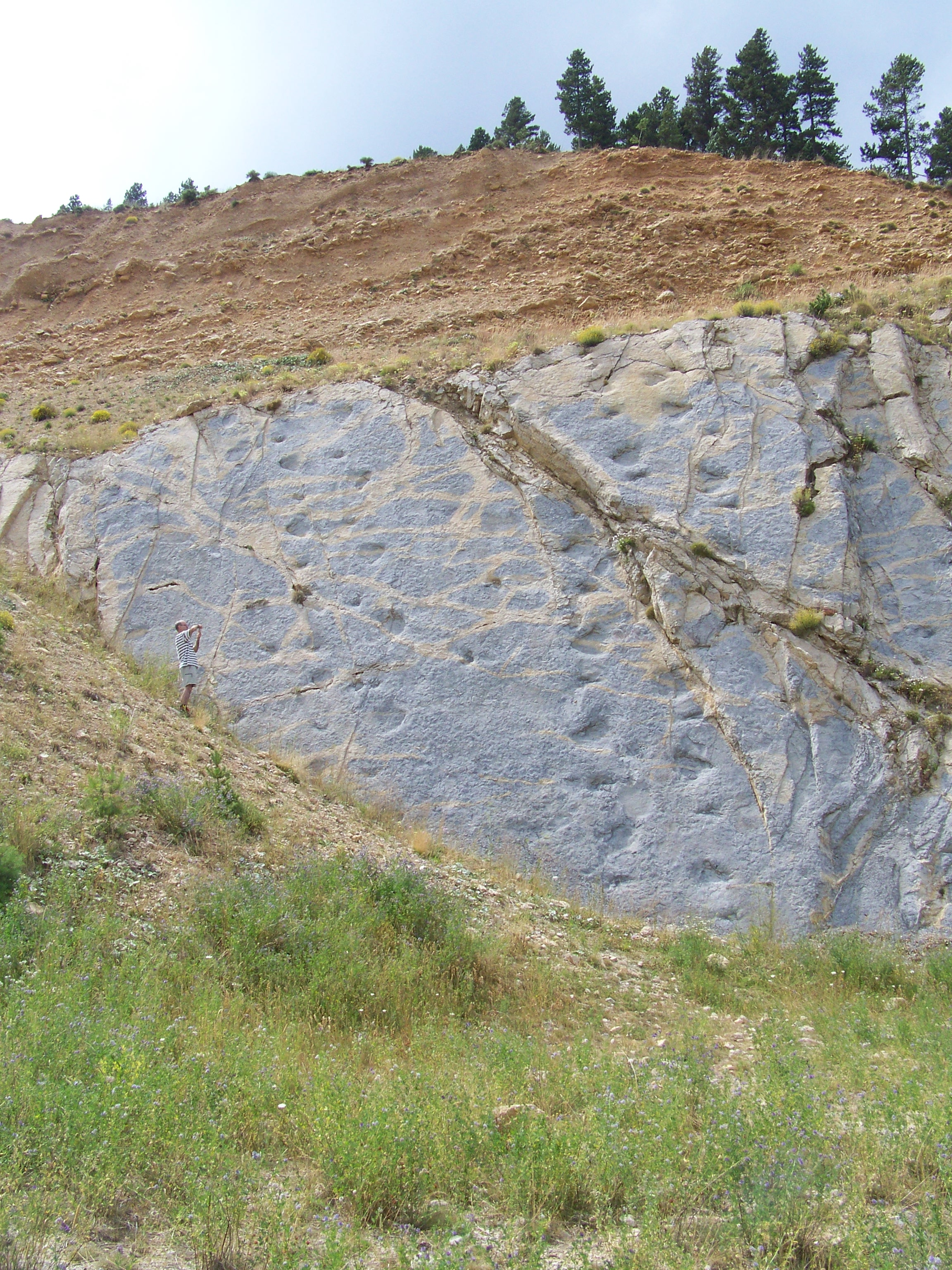
Dos rastres paral·lels fets per un parell de titanosaures que possiblement caminaven junts per la plana fangosa inundada.

A Fumanya Sud també s'hi poden veure rastres paral·lels, els quals indiquen que alguns animals caminaven en parelles, almenys una part del recorregut. Aquesta evidència donaria suport a les hipòtesis que suggereixen comportaments socials en aquests grans sauròpodes.
Un nivell de calcàries lacustres de Fumanya Nord conserva un rastre peculiar degut a la mida petita de les petjades que conté. L'animal productor va ser inequívocament un titanosaure tal com es pot deduir a partir de la morfologia i de les dimensions dels diferents paràmetres mesurats en les petjades i el rastre. No obstant, aquest animal seria entre quatre i cinc vegades més petit que la resta dels titanosaures que van deixar les seves empremtes a les superfícies rocoses de Fumanya.

## Interpretació
A partir de les dades litològiques, sedimentològiques i paleontològiques s'han reconstruït els ambients on es van dipositar els materials que van formar el Membre Fumanya i la Formació La Posa, els quals afloren extensament en els jaciments de Fumanya. Les calcàries margoses del Membre Fumanya es van originar fa uns 72 milions d'anys a partir dels fangs que es van dipositar al fons d'una extensa plana fangosa inundada per aigües amb un alt contingut de carbonats. Aquesta plana fangosa dominava tota la regió que més endavant s'elevaria formant els relleus del Prepirineu i, a la seva part més occidental, quedava més o menys aïllada de l'oceà Atlàntic per illes barrera o esculls de bivalves rudistes. Les aigües que cobrien la plana fangosa eren salabroses, tal com suggereix la presència d'espècies eurihalines (Corbicula i diferents tipus d'ostracodes). La influència marina també hi era destacada, tal com demostren les evidències de marees i la presència d'ostres amb incrustacions de briozous o restes de rajades. Aquest ambient va dominar la conca durant uns 100.000 anys.
A finals d'aquest període, es van començar a desenvolupar torberes al sector oriental de la conca i la plana fangosa va evolucionar cap a uns aiguamolls costaners de salinitat variable. Les torberes van originar el carbó que s'ha explotat durant anys al Berguedà a partir de les restes de la conífera Frenelopsis i de la palmera Sabalites que es van dipositar a les ribes de les zones inundades on vivien o que van ser transportades i dipositades en llocs més allunyats. Aquestes zones humides estaven formades per llacs d'aigua dolça habitats per una varietat d'espècies d'algues caròfites. Altres àrees estaven també inundades per l'aigua dolça i eren habitades per denses comunitats d'uniònids. A les zones de major salinitat s'hi desenvolupaven bancs d'ostres o comunitats de Corbicula.

Reconstrucció ideal dels ambients on es van formar els materials de la part superior del Membre Fumanya i de la Formació La Posa, dins de la Formació Tremp. Els titanosaures estaven de pas a les ribes de la gran plana fangosa i es concentraven als marges dels llacs d'aigua dolça més interiors per alimentar-se de la vegetació que hi creixia.

El canvi d'ambient de plana fangosa a aiguamolls costaners va quedar registrat a la superfície margosa que cobreix el Membre Fumanya en els jaciments berguedans de Fumanya Sud, Mina Esquirol, Fumanya Nord i Mina Tumí. En aquest moment, just quan es formava la primera torbera, uns titanosaures van deixar impreses les seves petjades al fons d'un extens aiguamoll entapissat de restes vegetals transportades i dipositades que s'estaven descomponent. Són les petjades que han donat la fama mundial als jaciments de Fumanya. En aquest ambient no hi creixia la vegetació i, el fet que la densitat de petjades en aquest nivell margós és relativament baixa i s'hi poden distingir els rastres fàcilment, suggereix que els animals productors hi estaven de pas i caminaven a un ritme força lent, d'uns 2.5 a 3.7 km/h. En canvi, les superfícies de calcàries lacustres amb marques d'arrels de Fumanya Nord mostren una densitat de petjades unes 15 vegades més gran i hi és impossible distingir rastres. A partir d'aquestes i altres evidències, aquests nivells calcaris s'han interpretat com a ribes de llacs d'aigua dolça on creixia la vegetació i on els titanosaures s'hi congregaven, probablement per alimentar-se.

## El repte de la conservació dels jaciments de Fumanya

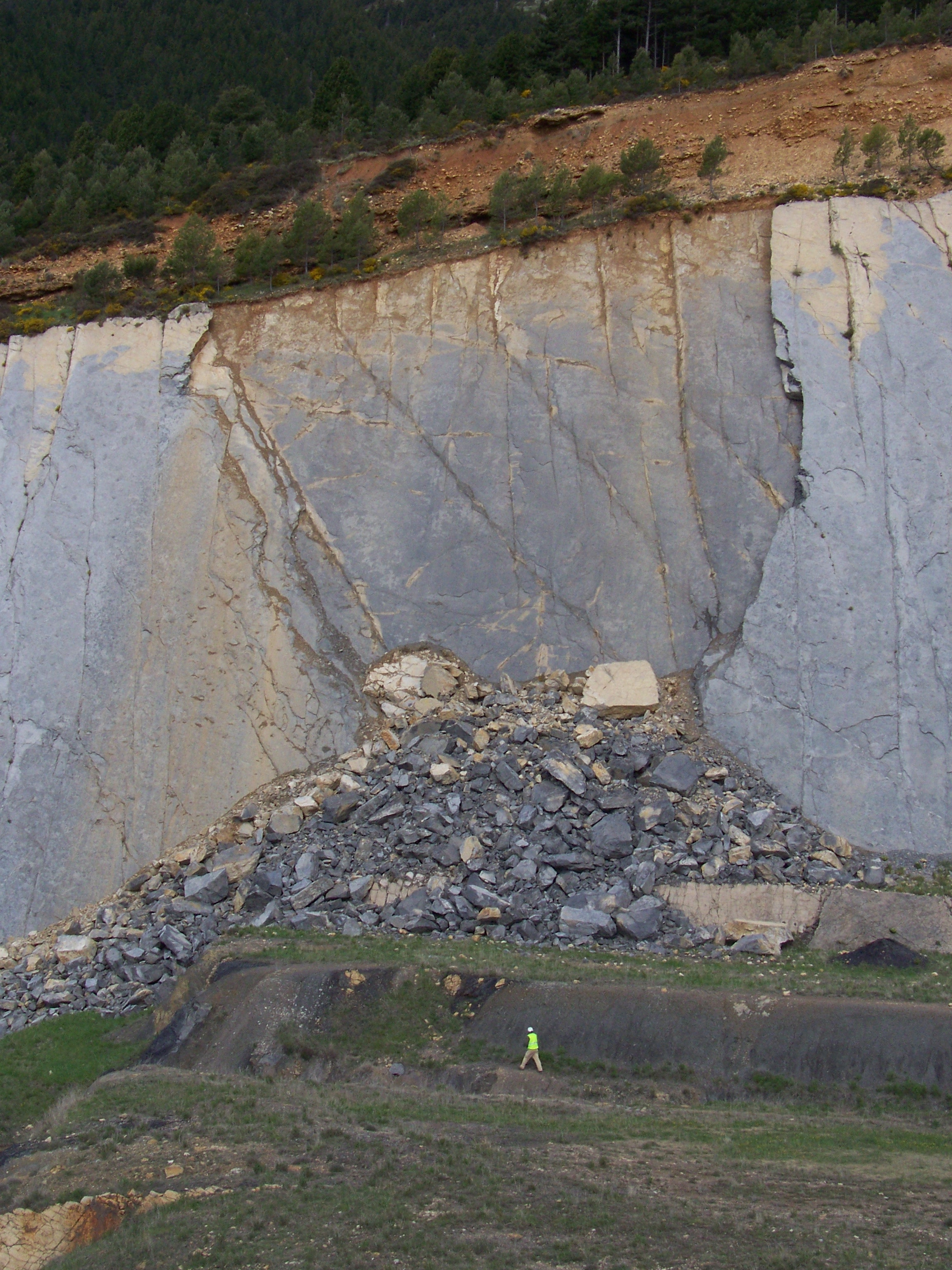
Imatge de l'esllavissada que va succeir a Fumanya Sud el maig de 2016.

La conservació dels jaciments de Fumanya és una lluita contra els elements ambientals. La seva localització geogràfica (a uns 1.500 m d'altitud), la forta inclinació (de prop de 70º) i la fragilitat de les superfícies amb petjades de titanosaure (de naturalesa margosa), la percolació d'aigua entre les capes de roca i els efectes del gel i del desgel a causa de l'amplitud tèrmica que hi ha en molts dies de l'any són alguns dels factors que compliquen la conservació dels jaciments a mitjà i llarg termini. Des del seu descobriment fins a l'actualitat s'ha documentat la pèrdua d'un gran nombre de petjades a causa de l'erosió superficial. Malgrat que s'han fet algunes actuacions per consolidar parcialment alguns jaciments, per exemple a Mina Esquirol, no han tingut l'èxit esperat. De moment, l'única iniciativa que ha estat efectiva per conservar el valor científic dels jaciments de Fumanya va ser l'escaneig de les superfícies amb petjades de titanosaure mitjançant la tecnologia LiDAR (Light Detection and Range) per part d'investigadors del Consorci Ruta Minera, de l'Institut Català de Paleontologia i de les universitats Autònoma de Barcelona i de Manchester, el 2005. No obstant, l'esllavissada d'uns 4.000 m³ de roca a la part central del jaciment de Fumanya Sud a la primavera de 2016 va suposar una pèrdua patrimonial irrecuperable i un toc d'alerta sobre la necessitat urgent de buscar una solució al deteriorament dels jaciments de Fumanya.